# KHive
#KHive es el hashtag utilizado por una comunidad informal en línea que apoya a Kamala Harris, la 49.° vicepresidente de los Estados Unidos. El hashtag también es un término que siempre se pronuncia y ocasionalmente se transcribe como K-Hive y se refiere a la comunidad en línea más amplia que no está afiliada formalmente a su campaña o su cargo. La comunidad se formó antes y durante su campaña presidencial de 2020 como un esfuerzo por defender a Harris de la desinformación percibida y los ataques percibidos como racistas y sexistas. El movimiento ha sido citado como un ejemplo de fandom de las redes sociales o de la cultura stan.

## Orígenes
Las fuentes varían sobre quién acuñó el término. The Daily Dot dijo que Joy Reid usó el término por primera vez en agosto de 2017 en un tuit que decía @DrJasonJohnson @ZerlinaMaxwell and I had a meeting and decided it's called the K-Hive («@DrJasonJohnson @ZerlinaMaxwell y yo tuvimos una reunión y decidimos que se llamaría K-Hive»). Reecie Colbert, un miembro destacado del movimiento, le dijo a Bakari Sellers que creía que Bianca Delarosa acuñó el término, pero cuestionó la afirmación de Delarosa de que ella era «la única que habla en nombre de KHive». Dijo que el movimiento no tenía líderes formales, sino que era «sólo un montón de cuentas realmente irregulares en Twitter, en las redes sociales».
El uso del hashtag aumentó en agosto de 2018,  antes de que Harris anunciara su candidatura presidencial, pero después de que le dijera a Kasie Hunt de MSNBC que «no lo descartaba». En julio de 2019, mientras Harris estaba en su campaña presidencial, 38 000 cuentas de Twitter habían utilizado el hashtag y, según Vox, «acumularon aproximadamente 360 millones de impresiones». K-Hive se deriva de un hashtag asociado con el fandom en línea de Beyoncé, el #BeyHive, que es en sí mismo un juego de palabras con beehive, «colmena» en inglés.
El movimiento ha sido citado como un ejemplo de fandom de las redes sociales o cultura stan. Politico y BuzzFeed News identificaron a KHive, junto con «Bernie Bros», «Yang Gang», «Team Pete» y «Cuomosexuals», como parte de una nueva ola de partidarios políticos en línea que apoyan firmemente a un solo candidato en una manera semi-parasocial.

## Actividad
La comunidad se formó antes y durante la campaña presidencial de Harris de 2020 como un esfuerzo por defenderla de ataques racistas y sexistas y desacreditar la información errónea. No está afiliado formalmente a la campaña.
La plataforma organizadora Mobilize dijo que el equipo digital de Harris «pudo sacar a su comunidad de partidarios en línea, también conocida como KHive, de Internet y llevarla al ecosistema de voluntariado, donde podían defender la campaña, llamar a votantes potenciales y organizar eventos».
Cuando Harris respaldó a Joe Biden en marzo de 2020, la campaña de Biden publicó un video en el que Biden le pregunta a Harris si #KHive lo apoyará.
Según Wired, se esperaba que la organización fuera útil para la campaña Biden-Harris de 2020. Según Newsy, la fortaleza de la relación entre KHive y Harris podría usarse para obligar a Biden a tomar en serio el punto de vista de Harris. Kimberly Peeler-Allen, del Centro para Mujeres y Política Estadounidenses de Rutgers, dijo a Newsy que «la necesidad de mantener el statu quo y las mismas voces alrededor de la mesa es extremadamente fuerte, por lo que será necesario que #KHive y la coalición trabajen en todos los ámbitos para asegurarnos de que la voz de la senadora Harris sea definitivamente escuchada y tomada en cuenta».
En septiembre de 2020, Alanna Vagianos, escribiendo para The Huffington Post, observó que «como ocurre con la mayoría de los grupos en línea poco organizados, no tiene un conjunto unificado de tácticas y los malos actores son difíciles o imposibles de controlar». Según Vagianos, los partidarios de Bernie Sanders y Elizabeth Warren han afirmado que han sido acosados en línea por personas supuestamente afiliadas a KHive. En respuesta al artículo del Huffington Post, Sabrina Singh, secretaria de prensa de Kamala Harris, declaró: «La campaña no aprueba el doxing, el lenguaje despectivo ni el acoso de ningún tipo». Algunos progresistas han argumentado que existe un doble rasero con respecto a KHive por parte de los medios y algunos demócratas debido a la cantidad sustancial de críticas que recibieron los partidarios de Bernie Sanders etiquetados como «Bernie Bros» por acusaciones de acoso.
En julio de 2024, tras una caída en el apoyo al entonces presidente Joe Biden, KHive experimentó un resurgimiento menor y muchos demócratas dijeron que ella debería hacerse cargo de la nominación demócrata de 2024.
Una expresión frecuente es what can be, unburdened by what has been («lo que puede ser, sin la carga de lo que ha sido»), que se ha convertido en un meme de Internet y se utiliza como su eslogan de campaña no oficial.

### Cocos
En un discurso de mayo de 2023, Harris hizo una broma durante un discurso al recordar una anécdota con su madre, diciendo You think you just fell out of a coconut tree? («¿Crees que te acabas de caer de un cocotero?»). Posteriormente, el comentario se convirtió en un meme de Internet con personas que usaban emojis de cocos y árboles (🌴🥥) en referencia al discurso. Harris ha sido llamada la Coconut Tree Queen («Reina del Cocotero» y su candidatura posteriormente se llamó coloquialmente Operation Coconut Tree («Operación Cocotero») y sus seguidores se describieron como coconut-pilled (una referencia a redpilled).

## Hashtagsrelacionados
Los partidarios de Harris también utilizan el hashtag #WeGotHerBack. Los seguidores de su marido en las redes sociales se hacen llamar #DougHive.